# Thụy Lôi, Kim Bảng
Thụy Lôi là một xã thuộc thị xã Kim Bảng, tỉnh Hà Nam, Việt Nam.

## Địa lý
Xã Thụy Lôi có vị trí địa lý:
- Phía đông giáp phường Đồng Hóa
- Phía tây giáp xã Khả Phong ranh giới là sông Đáy
- Phía nam giáp phường Ngọc Sơn
- Phía bắc giáp phường Tân Sơn.

Xã Thụy Lôi có diện tích 3,69 km², dân số năm 2023 là 4.897 người, mật độ dân số đạt 1.327 người/km².

## Hành chính
Xã Thụy Lôi được chia thành 3 thôn: Hồi Trung, Thụy Lôi (Làng Gốm), Trung Hòa.

## Lịch sử
Ngày 14 tháng 11 năm 2024, Ủy ban Thường vụ Quốc hội ban hành Nghị quyết số 1288/NQ-UBTVQH15 về việc sắp xếp đơn vị hành chính cấp huyện, cấp xã của tỉnh Hà Nam giai đoạn 2023 – 2025 (nghị quyết có hiệu lực từ ngày 1 tháng 1 năm 2025). Theo đó, thành lập thị xã Kim Bảng thuộc tỉnh Hà Nam. Xã Thụy Lôi trực thuộc thị xã Kim Bảng.

## Kinh tế
Là xã thuần nông, không có nghề thủ công truyền thống, nên là một xã nghèo của huyện Kim Bảng.

## Văn hóa
Đình Hồi Trung thờ Đinh Nga đại vương đã có công giúp Đinh Bộ Lĩnh dẹp loạn 12 sứ quân. Ngày 10/5 (âm lịch) là ngày lễ hạ đền. Ngày 10/7 là ngày hội khao quân, ngoài việc mổ trâu bò khao quân thì trong ngày này còn có tục thi gà, gà này do lềnh trưởng ở các giáp nuôi. Ngày 10/1 là ngày hóa của thần, lễ dùng thịt lợn đen, xôi, bánh, rượu, cơm canh,...
Ngày 9, 10/2 (âm lịch) hàng năm là ngày lễ hội chính của làng, kỉ niệm ngày sinh của Đinh Nga Đại Vương.
Chùa Hồi Trung thờ phật, bồ tát, ngoài ra còn thờ sơ tổ người đã giúp dân làng trông nom và tu sửa Chùa. Trong phật điện có 17 pho tượng tính từ trên xuống và được sắp xếp theo lớp. Ngoài các tuần tiết trong năm, tại chùa Hồi Trung còn tổ chức các ngày lễ lớn như: Tết, Thượng Nguyên (Rằm tháng Giêng theo âm lịch), ngày lễ Phật Đản Rằm tháng Tư, ngày Rằm tháng Bảy là ngày lễ xá tội vong nhân.